# 全日空横浜サッカークラブ・ボイコット事件
全日空横浜サッカークラブ・ボイコット事件（ぜんにっくうよこはまサッカークラブ・ボイコットじけん）は、1986年3月22日に東京都北区の国立西が丘サッカー場で行われた日本サッカーリーグ第22節、 全日空横浜サッカークラブ対三菱重工業サッカー部戦において全日空に所属する6選手によって実行された試合ボイコット事件である。この事件によりチームは3か月間の公式戦出場停止処分が、6選手には無期限登録停止処分が科せられた。

## 背景
日本のアマチュアスポーツの統括組織である日本体育協会は、「日本体育協会アマチュア規定」に基づき、傘下に置く全ての競技団体の登録選手をアマチュアに限定していた。プロとアマチュアという2つのカテゴリや団体を擁する競技では、双方の対立関係もあって交流は絶たれ、各競技の選手意識にもプロとアマチュアという概念は厳然な区分として刷り込まれていった。その一方で、日本テニス協会では1974年に「プレーヤーズ制度」を、同様に日本卓球協会では「レジスタード・プレーヤー」の制度を設けて 実質的なプロ選手活動の承認を始めていた。1984年のロサンゼルスオリンピックにおいてプロ選手の参加が容認されるなどの世界的なオープン化の流れの中、これに対応するために日本体育協会は同年から「アマチュア規定」の改定に向けた協議を進めていた。
日本サッカー協会 (JFA) では「アマチュア規定」に基づき、選手登録をアマチュアに限定していたが、読売サッカークラブや日産自動車サッカー部や全日空横浜サッカークラブでは、選手が社業に就かずにサッカー専業で報酬を得ることが出来る「契約選手」と呼ばれる形態を非公式に採用し、チーム強化に乗り出していた。1986年3月の時点で、こうした「契約選手」は日本国内に50人以上存在していたが、日産では日本代表の中心選手だった木村和司のように推定1300万円の年収を得ている選手も存在し、レギュラー選手の平均年収はボーナスを含め700万円前後だったと言われる。こうした契約選手はサッカーを専業とすることにより同世代のサラリーマンの平均水準より多くの収入を得ることが可能となる一方、トップクラスのサッカー選手が最盛期を維持できる期間の短さや、引退後の生活の不安などから社員選手として留まる選手もいた。
こうした国内の事情を受けてJFAは、1985年11月の理事会で「ノンアマ選手登録」、翌1986年には「プロ選手登録」の導入についての方針が打ち出され協議が進められていた。その一方、各チームの選手に対する身分保障や待遇についての明確な指針はなく曖昧なままであり、またJFAでも契約選手の雇用実態を把握し、早急な対応策を講じるなどの動きはなかった。

## 経緯

### 全日本空輸の支援
全日空横浜サッカークラブ（以下、全日空横浜または全日空）は1964年に神奈川県横浜市に設立された「中区スポーツ少年団」を前身としている。同少年団に所属していた選手達が成長し、中学生チームやトップチームを保有するクラブチームへと発展した経緯を持ち、横浜市教育委員会の後援もあり地域に根ざした市民サッカークラブとして活動していた。
1979年から全日本空輸（現・ANAホールディングス）による支援が始まり、チーム名を「ヨコハマ・トライスター・サッカークラブ」へ改称 したが、改称後も企業チーム化することはなかった。小学生からOBに至る数百人の会員の支払う会費などで運営され、トップチームは様々な職業や身分を持つ会社員や学生によって構成されるなど、ヨーロッパや南米のクラブ組織を理想とした。一方、自前のグラウンドを保持していない事情から練習場所を捜し求めて転々とする環境下に置かれていた。
トップチームは1981年に神奈川県リーグ1部で優勝し関東社会人リーグに昇格。1983年に関東社会人リーグと全国地域サッカーリーグ決勝大会を制し、JSL2部への昇格を果たす。1984年のJSL2部では住友金属と勝ち点で並び得失点差で2位となり、JSL1部昇格を果たした。チームが短期間で成績を伸ばした背景には、全日本空輸の潤沢な資金力を背景とした他チームからの選手補強があり、関東社会人リーグに在籍していた1983年から選手への金銭授受が始まった。1986年4月20日付けの『日刊スポーツ』の報道によると、同年にJSL1部のフジタ工業を退部し、全日空に加入したフォワードのカルバリオの年収は240万円だったとされ、1986年4月20日付けの『毎日新聞』の報道によると、トップチームの選手に対して毎月、交通費2万円と栄養費4万円の合計6万円が支給されていたとされる。
JSL1部昇格と共にスポンサー企業だった全日本空輸は「株式会社全日空スポーツ」を設立。クラブに所属する17人の選手は同社に嘱託社員という身分で雇用され、事実上の契約選手となった。この際、全日空の契約選手達が得ていた給与は、ベテラン選手で年収400万円、若手選手で120万円とされる。ボーナスはなく交通費などは自己負担、これらの給与から雇用保険が差し引かれ、健康保険や厚生年金はなかった。一方、前出のカルバリオは年収600万円 を得るなど、ヨコハマ・トライスター時代からの古参選手と移籍組との間の収入面での格差が生じていた。

### 内紛

全日本空輸は当初、スポンサーとしてクラブを支援していたが、JSL1部昇格を果たしたことを契機に全面的なチーム運営に乗り出した。

JSL2部に所属していた時点では「ヨコハマ・トライスタークラブ」の名称で横浜サッカークラブの手によってチームは運営されていた。トップチームのレギュラー選手11人には議決権が与えられ、クラブ総会で議題が協議され運営されてきたが、全日空スポーツが設立されたことで運営は横浜サッカークラブの手を離れ、全日空スポーツが全面的にチーム運営に乗り出すことになった。
全日空スポーツはJSL1部昇格に貢献したレギュラー選手の中から2人を解雇し、契約選手に対してはシーズンオフとなる1985年2月から3月の間、給与を支払わないことを通告した。これに契約選手11人が反発し、同年2月14日から4月24日までストライキを実施。最終的に全日空スポーツ側が譲歩して2人の解雇を撤回し、ストライキの中心となったA（34歳）を選手兼助監督に、B（28歳）を主将に任命することを条件に事態を収束させた。
AとBの証言によれば、全日空スポーツの介入はトップチームのみに限定され、それまで保有していた下部組織との交流や連携は希薄になった。また、全日空スポーツによる運営が行われるようになった後も、会社側がサッカー専用グラウンドを整備するなどの動きはなかった。全日本空輸の福利厚生施設である芝生のグラウンドは一般社員の使用が最優先され、選手達は同グラウンド傍に隣接されているアスファルトの駐車場での練習や、他の練習施設を渡り歩く生活を余儀なくされた。選手達はこうした状況を改善するように全日空スポーツ側に働きかけていたが、会社側から明確な返答を得ることは出来ず、不満を募らせていった。
チームはカルバリオのほか、香港リーグでのプレー経験がある李国秀、元日本代表の横谷政樹や加藤正明らを擁していたものの、JSLカップと天皇杯では共に2回戦敗退に終わり、JSLでも成績は低迷し最下位に沈んだ。1986年2月22日に国立霞ヶ丘競技場陸上競技場で行われたJSL第18節の日産自動車戦で敗れ、翌2月23日に行われた10位の読売クラブの試合結果により両チームの勝ち点差は10に広がった。これにより、全日空は同シーズンの11位以下の成績が確定し、4試合を残して2部降格が決まった。
全日空スポーツは2部降格が決定した1986年2月末の時点で選手兼助監督のA（34歳）、主将のB（28歳）のほか、C（31歳）、D（25歳）、韓国籍のE（23歳）の5選手 を含む9選手の解雇を決定し、来季に向けてチームの若返りを図ろうとしていた。これに対して解雇された側は、「待遇改善を求めた側を『不満分子』と見做し切捨てた」「チーム強化に貢献してきた者を利用するだけ利用して一方的に解雇する。企業乗っ取りのようだ」として反発を強めていた。

### ボイコット
3月22日、西が丘サッカー場で行われる最終戦には800人の観客が詰めかけていた。この試合は、リーグの優勝争いとも降格争いとも関係のない消化試合だったが、全日空側ではシーズン終了後の引退が噂されていたカルバリオやジャイールらの送別試合を兼ねてベテラン選手中心のメンバー構成で挑むことになっていた。また、三菱側ではミッドフィールダーの名取篤のJSL通算100試合目の記念試合となっていた。先発メンバーには、A、B、C、D、Eの5人を含む11人が選ばれ、来季の契約更新が内定していたF（26歳） は控えメンバーに選ばれた。14時30分の試合開始時間まで5分前に迫った時、この6人が試合のボイコットを表明し競技場を後にした。
全日空の控え室は事態に騒然となり、試合開始時間が10分以上も遅れたため、観客席からは入場料を返金するように要求する野次が飛ぶ騒ぎとなった。栗本直監督は、控えメンバーの2人を急遽、先発メンバーに起用して8人で試合開始。それから11分後に控えゴールキーパーの大澤浩司をフィールドプレーヤーとして起用するなど、2人の選手を追加し10人で試合を行うことになった。
リーグ規定で定められている最低人数の8人を満たしたことで没収試合となることは免れたものの、試合は原博実のハットトリックの活躍もあり、6-1と三菱が大勝。全日空は64分に大澤の得点で1点を返すに留まった。全日空はこの敗戦によりシーズン通算19敗目を喫し、JSLワースト記録を更新した。

### 選手側の主張
6選手は「来シーズンにむけたチームの若返り」の名目で解雇が行われたことを理由に、公式戦のボイコットを行った。その際に「必要となる諸経費を含めた給与体系の見直し」「解雇の不当性と、将来の身分保障」「練習環境の不備の改善」を訴えた。ボイコット事件の中心となったAとBは、事件後に『日刊スポーツ』の取材に応じ、次のように語った。
一方で事件当時、全日空横浜の選手だった李国秀は、「全日本空輸の支援が始まると共に増加した社員選手（同社に正社員として雇用されていた選手）と契約選手との間の確執」「設立されて間もない全日空スポーツという企業の脆弱性」に端を発した組織内トラブルが事件の根底にあり、6選手がボイコットに際して訴えた給与面の問題は重大なものではなかった、と証言している。

### 反応
6選手に対する批判は大きく、全日空監督（当時）の栗本直は「1部リーグ昇格をかけて一緒に苦労してきた仲間が、スポーツマンとしての原点を忘れてしまった行動は理解できない。私の管理責任を問われても仕方ないが…」と発言。同じく全日空の選手であるカルバリオは「試合放棄はもってのほかだ。彼らの事情で生活権が脅かされるのでは選手としては堪らない」と発言した。
JFAプロアマ問題懇談会座長（当時）の平木隆三は「どんな事情があるにせよ、ひとことで言って、甘ったれている」と発言した。また、1986年3月24日付けの『朝日新聞』は「このような不祥事は前代未聞である。リーグの品格を汚し、ファン軽視も甚だしい。制裁は確実」と報じた。
一方、1986年3月25日付けの『日刊スポーツ』は「JFAは早急にサッカー専業選手の立場を明らかにし、実態に合った行動を取る時期にきている。その警鐘となれば6選手の取った行動も浮かばれるが…」と報じた。

## 試合
| 1986年3月22日 14:30 |

| 全日空横浜    | 1 - 6 | 三菱重工                                                            |
| 大澤浩司 64分 |       | 原博実 11分, 42分, 54分 · 広瀬治 19分 · 中村修三 40分 · 吉田靖 54分 |

| 国立西が丘サッカー場 観客数: 800人 主審: 岡谷泰吏 |

|  |  |  |

| 三菱重工      |    |          |  |      |
| GK            | 01 | 高橋宏行 |  |      |
| DF            | 03 | 斉藤和夫 |  |      |
| DF            | 07 | 松永正利 |  | 63分 |
| DF            | 18 | 宮崎義正 |  |      |
| DF            | 04 | 鈴木邦彦 |  |      |
| MF            | 08 | 名取篤   |  | 46分 |
| MF            | 13 | 中村修三 |  |      |
| MF            | 20 | 広瀬治   |  |      |
| MF            | 18 | 辻谷浩幸 |  |      |
| FW            | 15 | 吉田靖   |  |      |
| FW            | 09 | 原博実   |  |      |
| サブメンバー: |    |          |  |      |
| DF            | 12 | 田口誠   |  | 63分 |
| FW            | 10 | 川添孝一 |  | 46分 |
| 監督          |    |          |  |      |
| 大仁邦彌      |    |          |  |      |

## 処分
3月25日、JSLは東京都千代田区神田小川町にあるリーグ事務所に全日空監督の栗本と同部長代理の岡村健吾らを呼び出し、総務主事の森健児らが事情聴取を行った。この際、全日空側は事件を陳謝し、JSLのいかなる決定にも従う意志を表明 すると共に、対外試合自粛や内部責任を追及する考えも明らかにした。
3月28日、JSLは全日空のボイコットに関与した6選手をリーグ事務所に呼び出し事情聴取を行った。6選手も関係者と同様に事件を陳謝し、JSLのいかなる決定にも従う意志を表明した。一方、JSLの規定には「選手の無断欠場」に関する条文が存在しないため、双方からの聴取内容を長沼健が委員長を務めるJFA規律委員会に報告し、同委員会や理事会での協議の上で6選手の処分を決定する方針を固めた。
同日夜、JFAは緊急規律委員会を招集し、6選手に対し「国内のあらゆるチームへの登録を禁止する」仮処分を下し、翌3月29日付けで各都道府県サッカー協会に通達した。
4月1日、全日空は「JFAによる処分決定までの期間の対外試合自粛」「伊藤徹部長と栗本直監督の解任」の内部処分を決定し、JFAに報告した。また、事件再発防止のために運営体制を見直し、4月末までに改善案を提出する意向を示した。これに対し、JFA規律委員会は改善案を早急に示すように文書で要請した。
JFA規律委員会は、6選手の行動を「チームに対する不満から有料公式戦において試合放棄に及んだ行為は、待遇問題以前に社会人選手として許さざるべきことである」と指摘。同委員会は6選手を、懲罰規定の「大会運営上の違反行為」「グラウンド内外での相応しくない行為」に抵触すると結論付け、4月17日に行われた理事会において、6選手に対し無期限登録停止処分を下した。この処分は事実上の永久追放に相当するもので、6選手の選手登録だけでなく、監督やコーチとしての登録、役員としての参加も禁止する内容となった。
一方、全日空横浜に対しては事件当日から6月22日までの、3か月間の公式戦出場停止処分を下した。選手の処分に比してクラブの処分が軽微となった理由については、「事件当日の試合成立に向けて努力が払われている」「内部責任者の処分が既に行われている」「運営体制の改善が約束されている」などの点が考慮された。同日、全日空横浜は処分解除後の6月28日から行われる予定のJSLカップの出場辞退を申し出た。

## 影響
JFAは4月17日に行われた理事会で、「プロ」「ノンアマ」「アマチュア」からなる新たな選手登録制度を全会一致で承認。5月7日、日本体育協会から新たに「スポーツ憲章」が制定・施行され、各競技団体ごとに規定を設けて金銭の授受やプロ選手登録を行うことを認めたことを受けて、JFAは5月23日に開かれた理事会で新選手登録制度を最終決定し、翌5月24日付けで施行した。この国内サッカー界初のプロ選手登録制度導入の背景には、ボイコット事件が影響していると言われている。
JFAによる6選手への無期限登録停止処分は結果として全日空横浜の内部から「横浜サッカークラブ」の色彩を一掃する後押しとなった。さらに1988年にクラブ名を「全日空サッカークラブ」と改称したことで「中区スポーツ少年団」創設以来の歴史は事実上途絶えた。
一方、全日空横浜に携わっていたスタッフやOBは企業に依存することのない地域密着型クラブを標榜して、1986年9月に横浜スポーツクラブを設立。1987年に横浜サッカー&カルチャークラブと改称し、2002年にNPO法人化し横浜スポーツ&カルチャークラブと改称すると、総合型地域スポーツクラブとしてサッカーのみならず、様々なスポーツの普及活動を行っている。さらに2014年からはトップチームがJ3リーグに参戦している。

## その後

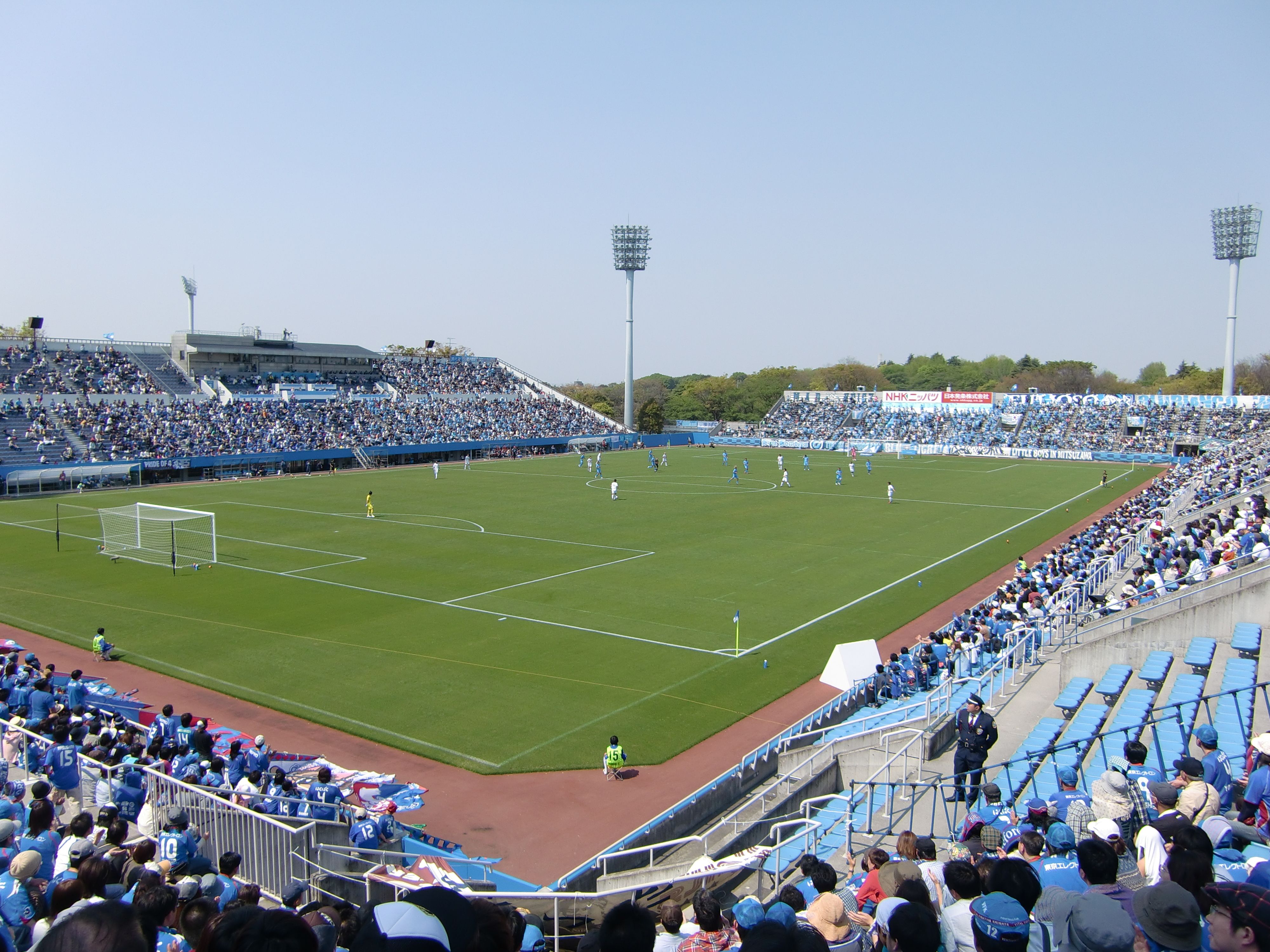
横浜フリューゲルスがホームスタジアムとしていた三ツ沢公園球技場

無期限停止処分を受けた6選手のうちB、C、Dの3選手は1989年までに処分が解除された。2012年、AとFの2選手からJFAに対して処分解除の嘆願書が提出されたことを受け、「反省の意志が示されたこと」「懲罰決定から長期間が経過していること」を考慮して同年5月10日に開かれたJFAの理事会により2人の処分解除が決定した。なお、残るEについても嘆願書が提出された時点で、処分解除が検討されている。
全日空サッカークラブは1993年に開幕したJリーグでは横浜フリューゲルスと改称し横浜市を本拠地に九州を準本拠地とする変則的なフランチャイズ制を採用したが、ボイコット事件の12年後に当たる1998年に出資会社の全日本空輸と佐藤工業の経営不振を理由に、横浜マリノスへの吸収合併を発表した。本来、Jリーグから脱退する場合には、1年前にリーグに申請することが規約で義務付けられているが、川淵三郎チェアマンは特例として合併を認めた。
選手やサポーターは経営側の主導により決定された合併に反発し、チーム存続や合併回避を求める活動を行ったが、決定が覆ることはなかった。